# 5th Lancers

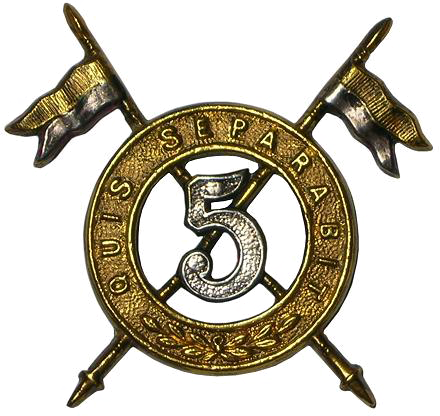
Mützenabzeichen der 5th Lancers

Die 5th (Royal Irish) Lancers (vormals 5th (Royal Irish) Regiment of Dragoons) waren ein Kavallerieregiment der britischen Armee, das von 1689 bis 1799 und von 1858 bis 1922 bestand.

## Geschichte
Das Regiment wurde am 20. Juni 1689 in Inniskilling (heute Enniskillen in Nordirland) von Colonel James Wynne als Dragonerregiment gegründet. Wie damals üblich wurde das Regiment bis 1751 nach dem jeweiligen Colonel benannt und hieß entsprechend zunächst Wynne’s Regiment of Dragoons und unter den nachfolgenden Colonels entsprechend Ross’ Regiment of Dragoons, Sidney’s Regiment of Dragoons etc. Nach seinem protokollarischen Rang war das Regiment zunächst als 6th Regiment of Dragoons, ab 1690 als 5th Regiment of Dragoons nummeriert. Im Krieg der zwei Könige kämpfte das Regiment  in Irland für König Wilhelm III. gegen Jakob II. am Boyne (1690) und in Aughrim (1691). 1694 wurde es zum Pfälzischen Erbfolgekrieg nach Flandern verlegt und nahm dort 1695 an der Belagerung von Namur teil. Das Regiment blieb den größten Teil des folgenden Jahrhunderts in Irland, diente aber im Spanischen Erbfolgekrieg (1702–1713) in den Niederlanden und Deutschland. In der Schlacht bei Höchstädt (1704) erbeutete es drei französische Pauken und in der Schlacht bei Ramillies (1706) nahm es ein ganzes französisches Regiment gefangen. 1704 erhielt das Regiment den Ehrennamen The Royal Dragoons of Ireland und erhielt Grenadiermützen als Teil der Uniform. Als am 1. Juli 1751 eine einheitliche Nummerierung der Regimenter der britischen Armee eingeführt wurde, erhielt des Regiment den offiziellen Namen 5th Regiment of Dragoons, der 1756 zu 5th (Royal Irish) Regiment of Dragoons erweitert wurde.
Seine Aufgaben in Irland beschränkten sich hauptsächlich auf Polizei- und Garnisonsaufgaben sowie die Unterdrückung von Unruhen. Verstreute Unterbringungen und seltene Inspektionen führten mit der Zeit jedoch zu einem Zustand der Desorganisation des Regiments. Dies erreichte seinen Höhepunkt beim Irischen Aufstand von 1798, in dessen Verlauf das Regiment von drei Rebellen infiltriert und der Sympathie für deren Sache beschuldigt wurde. Das genaue Ausmaß dieser Sympathie ist bis heute umstritten, doch im folgenden Jahr wurde das Regiment nach Chatham in England verlegt und dort am 8. April 1799 unehrenhaft aufgelöst.
Die Regimentsnummer blieb unbenutzt bis das Regiment am 23. Februar 1858 in England wiedererrichtet wurde. Die Rolle des Regiments wurde dabei zu Ulanen geändert und der Regimentsname zu 5th (Royal Irish) Regiment of Dragoons (Lancers) erweitert. Das Regiment führte die Tradition des Vorgängerregiments weiter, verlor aber seinen protokollarischen Rang und rangierte fortan nach dem 17th Regiment of (Light) Dragoons (Lancers). Der Regimentsname wurde am 17. August 1861 zu 5th (Royal Irish) Lancers gekürzt.
In den folgenden Jahrzehnten wurde es hauptsächlich für Garnisonsaufgaben in England, Irland und Indien eingesetzt. Es entsandte aber auch von 1884 bis 1885 zwei Schwadronen zur Bekämpfung des Mahdi-Aufstands in den Sudan. Das gesamte Regiment wurde 1899 in den Zweiten Burenkrieg entsandt, wo eine Schwadron des Regiments an der Schlacht von Elandslaagte und an der Schlacht zum Entsatz von Ladysmith teilnahm.
Die Folgezeit verbrachte das Regiment in England und Irland. Bei Ausbruch des Ersten Weltkriegs wurde das Regiment an die Westfront verlegt, wo es bis Kriegsende eingesetzt wurde. Bei Mons in Belgien 1918 erlitt das Regiment den letzten britischen Verlust des Krieges, der Private George Edwin Ellison wurde wenige Minuten vor Inkrafttreten des Waffenstillstands von einem Scharfschützen erschossen.
1919 wurde das Regiment in Risalpur in Indien stationiert am 1. Januar 1921 zu 5th Royal Irish Lancers umbenannt und dort im Juli 1921 aufgelöst. Am 11. April 1922 wurde eine einzelne Schwadron des Regiments wiederaufgestellt und zugleich mit den 16th The Queen’s Lancers zu den 16th/5th Lancers verschmolzen. Diese wurden 1954 zu 16th/5th The Queen’s Royal Lancers umbenannt und 1993 mit den 17th/21st Lancers zu den Queen’s Royal Lancers verschmolzen. Diese wiederum wurden 2015 mit den 9th/12th Royal Lancers (Prince of Wales’s) zu den Royal Lancers verschmolzen. Die Royal Lancers führen die Traditionen der 5th Lancers bis heute weiter.

## Regimental Colonels
Colonel of the Regiment waren:
- 1689–1695: Brigadier-General James Wynne
- 1695–1715: General Hon. Charles Ross
- 1715–1729: Colonel Hon. Thomas Sydney
- 1729–1732: General Hon. Charles Ross (erneut)
- 1732–1737: Lieutenant-General Owen Wynne
- 1737–1758: Field Marshal Richard Molesworth, 3. Viscount Molesworth
- 1758–1760: General John Mostyn
- 1760–1787: General Joseph Yorke, 1. Baron Dover
- 1787–1799: General Robert Cuninghame, 1. Baron Rossmore

- 1858–1868: General Sir James Chatterton, 3. Baronet
- 1868–1872: General Edward Pole
- 1872–1887: General Henry Darby Griffith
- 1887–1892: Lieutenant-General Somerset Gough-Calthorpe, 7. Baron Calthorpe
- 1892–1896: Lieutenant-General Hon. Charles Wemyss Thesiger
- 1896–1906: Lieutenant-General William Godfrey Dunham Massy
- 1906–1908: Major-General Thomas Arthur Cooke
- 1908–1912: Major-General Sir Henry Jenner Scobell
- 1912–1921: Field Marshal Edmund Allenby, 1. Viscount Allenby

## Battle Honours
Dem Regiment wurden folgende Battle Honours verliehen (englische Originalbezeichnungen):
- Vor 1914: Blenheim, Ramillies, Oudenarde, Malplaquet, Suakin 1885, Defence of Ladysmith, South Africa 1900–02.
- Erster Weltkrieg: Mons, Le Cateau, Retreat from Mons, Marne 1914, Aisne 1914, Messines 1914, Ypres 1914 ’15, Gheluvelt, St. Julien, Bellewaarde, Arras 1917, Scarpe 1917, Cambrai 1917, Somme 1918, St. Quentin, Amiens, Hindenburg Line, Canal du Nord, Pursuit to Mons, France and Flanders 1914–18.